# 2007年8月逝世人物列表
2007年逝世人物列表：1月 - 2月 - 3月 - 4月 - 5月 - 6月 - 7月 - 8月 - 9月 - 10月 - 11月 - 12月
2007年8月逝世人物列表，是用於匯總2007年8月期間逝世人物的列表。

## 依日期排序

### 1日
- 谢尔盖·安东诺夫（Sergei Antonov），59歲，保加利亞人，被指控參與穆罕默德·阿裡·阿卡（Mehmet Ali Ağca）企圖殺害教皇約翰·保羅二世。[1]
- 里安·考克斯（Ryan Cox），28歲，南非職業公路賽車手，血管手術後動脈破裂。[2]
- 羅伯特·休斯（Robert Hughes），95歲，澳大利亞作曲家。[3]
- Veikko Karvonen，81歲，芬蘭運動員，1956年夏季奧運會馬拉松銅牌得主。[4]
- Winfred P. Lehmann，91歲，美國語言學家。[5]
- Tommy Makem，74歲，愛爾蘭民謠音樂家（The Clancy Brothers和Tommy Makem），肺癌。[6]
- 彼特·納克特尼斯（Pete Naktenis），93歲，美國棒球運動員。[7]
- 菲力浦·S·帕盧丹（Philip S. Paludan），69歲，美國歷史教授，亞伯拉罕·林肯（Abraham Lincoln）和美國內戰的權威。[8]
- 諾曼·阿德里安·威金斯（Norman Adrian Wiggins），83歲，美國坎貝爾大學第三任校長。[9]

### 2日
- 卡菲爾·艾哈邁德，28歲，參與2007年格拉斯哥國際機場襲擊事件的印度恐怖分子，三度燒傷。[10]
- Haitham al-Badri，伊拉克基地組織薩拉赫丁省埃米爾和金穹轟炸機，空襲。[11]
- Chauncey Bailey，58歲，美國記者，《奧克蘭郵報》編輯，被槍殺。[12]
- 埃德·布朗（Ed Brown），78歲，美式橄欖球四分衛芝加哥熊隊，匹茲堡鋼人隊，前列腺癌。[13]
- 佛朗哥·達拉·瓦萊（Franco Dalla Valle），62歲，巴西羅馬天主教胡伊納主教。[14]
- Evan Enwerem，71歲，奈及利亞參議院議長（1999年）。[15]
- 彼得·埃裡克森（Peter Eriksson），48歲，瑞典神經科學家。[16]
- 特裡·凱利，75歲，英格蘭足球運動員（盧頓鎮），失智。[17]
- 霍爾頓·羅伯托（Holden Roberto），84歲，安哥拉民族解放力量的創始人和領導人（1962-1999年），長期患病。[18]
- 弗蘭克·羅森費爾特（Frank Rosenfelt），85歲，米高梅（MGM）的美國高管。[19]

### 3日
- 何塞·米格爾·巴特爾（José Miguel Battle Sr.），77歲，古巴“古巴黑手黨”的創始人和名義領導人。[20]
- 羅恩·布朗（Ron Brown），67歲，英國工黨議員（1979-1992），肝功能衰竭。[21]
- 詹姆斯·卡拉漢（James T. Callahan），76歲，美國演員（查爾斯負責），癌症。[22]
- 彼得·康納利（Peter Connelly），1歲，英國謀殺案受害者。[23]
- 约翰·加德纳（John Gardner），80歲，英國驚悚小說作家和詹姆斯·邦德續集小說家，疑似心力衰竭。[24]
- Nasho Kamungeremu，34歲，辛巴威高爾夫球手，心臟病發作。[25]

### 4日
- Lee Hazlewood，78歲，美國鄉村音樂歌手和詞曲作者（“These Boots Are Made for Walkin'”），腎癌。[26]
- 勞爾·希爾伯格（Raul Hilberg），81歲，奧地利猶太人大屠殺歷史學家，肺癌。[27]
- 弗蘭克·曼庫索（Frank Mancuso），89歲，美國職業棒球大聯盟球員，休斯頓市議員。[28]
- 桑托斯·帕迪拉·費雷爾（Santos Padilla Ferrer），50歲，波多黎各卡波羅霍市長，心臟病發作。[29]

### 5日
- 亨利·阿穆魯（Henri Amouroux），87歲，法國記者和歷史學家。[30]
- 鄧肯·克拉克（Duncan W. Clark），96歲，美國醫生。[31]
- 斯坦利·邁倫·漢德爾曼（Stanley Myron Handelman），77歲，美國喜劇演員，心臟病發作。[32]
- 奧利弗·希爾（Oliver Hill），100歲，美國律師，布朗訴教育委員會案的首席律師。[33]
- 若望-马里·吕斯蒂热，80歲，法國猶太裔羅馬天主教巴黎名譽大主教，癌症。[34]
- 阿莫斯莊園，89歲，以色列Shin Bet的負責人（1953-1963）。[35]
- Janine Niépce，86歲，法國攝影記者。[36]
- 弗洛里安·皮蒂什（Florian Pittiș），63歲，羅馬尼亞演員和民謠歌手，前列腺癌。[37]
- 彼得·格雷厄姆·斯科特（Peter Graham Scott），83歲，英國電影製片人。[38]

### 6日
- 海因茨·巴特（Heinz Barth），86歲，德國黨衛軍軍官，納粹戰犯，癌症。[39]
- Zsolt Daczi，37歲，匈牙利吉他手，癌症。[40]
- Moe Fishman，92歲，亞伯拉罕·林肯旅的美國代表，胰腺癌。[41]
- Ah Jook Ku，97歲，美國記者和作家，第一位亞裔美聯社記者。[42]
- 埃利·德·羅斯柴爾德（Elie de Rothschild），90歲，法國銀行家，羅斯柴爾德王朝成員，心臟病發作。[43]
- 保羅·盧瑟福（Paul Rutherford），67歲，英國長號手。[44]
- 阿特勒·塞爾伯格（Atle Selberg），90歲，挪威出生的美國數學家，心力衰竭。[45]

### 7日
- 埃內斯托·阿隆索（Ernesto Alonso），90歲，墨西哥電視製片人和演員，肺炎。[46]
- 哈爾·菲什曼（Hal Fishman），75歲，自1960年起擔任美國電視新聞主播，自1975年起擔任KTLA Prime News主播，癌症。[47]
- 羅素·詹森（Russell Johnson），83歲，美國建築師和聲學家。[48]
- 漢克·摩根韋克（Hank Morgenweck），78歲，美國棒球裁判，癌症。[49]
- 沃爾夫岡·西弗斯（Wolfgang Sievers），93歲，澳大利亞攝影師。[50]
- 安格斯·泰特爵士，88歲，紐西蘭電子創新者和商人。[51]
- 威廉·沃克（William F. Walker），69歲，美國學者，奧本大學校長（2001-2004）。[52]

### 8日
- 伯莎·克勞瑟（Bertha Crowther），85歲，英國奧運跨欄運動員。[53]
- 理查·達爾（Richard Dahl），74歲，瑞典跳高運動員。[54]
- Joybubbles，58歲，美國電話狂人。[55]
- 林思顯，85歲，香港商人。[56]
- 馬力，55歲，香港立法會議員兼民建聯主席，結腸癌。[57]
- 梅爾維爾·沙維爾森，90歲，美國電影導演和編劇。[58]
- 克拉倫斯·特克斯·沃克（Clarence Tex Walker），61歲，美國節奏藍調音樂家，心臟病發作。[59]
- 朱利葉斯·韋斯（Julius Wess），73歲，奧地利物理學家。[60]

### 9日
- Sakiusa Bulicokocoko，57歲，斐濟音樂家，腫瘤。[61]
- Richmond Flowers Sr.，88歲，美國阿拉巴馬州總檢察長（1963-1967）。[62]
- 加登男爵蒂莫西·加登（Timothy Garden,Baron Garden），63歲，英國空軍元帥和自由民主黨同齡人，癌症。[63]
- 喬·奧唐納（Joe O'Donnell），85歲，美國總統攝影師，拍攝了廣島原子彈爆炸的影響，中風。[64]
- 烏爾里希·普倫茨多夫（Ulrich Plenzdorf），72歲，德國作家。[65]
- 羅爾夫·維克（Rolf Wiik），78歲，芬蘭奧運擊劍運動員。[66]

### 10日
- 亨利·卡博特·洛奇·博勒（Henry Cabot Lodge Bohler），82歲，美國民權活動家，塔斯基吉飛行員（Tuskegee Airmen）成員，跌倒後腦部受傷。[67]
- Shagdaryn Chanrav，58歲，蒙古柔道運動員。[68]
- 湯姆·切斯蒂（Tom Cheasty），73歲，愛爾蘭投擲者。[69]
- 詹姆斯·傅士德（James E. Faust），87歲，美國LDS教會總會會長團第二咨理。[70]
- 愛琳·柯卡爾迪（Irene Kirkaldy），90歲，美國民權活動家，阿爾茨海默病併發症。[71]
- Jean Rédélé，85歲，法國Alpine汽車品牌的創始人。[72]
- 馬里奧·里維拉（Mario Rivera），68歲，多明尼加拉丁爵士薩克斯管演奏家，與Machito，Tito Puente，TitoRodríguez管弦樂隊合作，骨癌。 [73]
- 托尼·威爾遜（Tony Wilson），57歲，英國工廠唱片公司（Factory Records）的所有者，廣播和電視節目主持人，記者，心臟病發作。[74]

### 11日
- 弗朗茨·安特爾（Franz Antel），94歲，奧地利電影導演。[75]
- 邁克爾·弗雷德（Michael Frede），67歲，德國古代哲學教授，游泳事故。[76]
- 麥克唐納·加里恩，94歲，美國政治家，阿拉巴馬州總檢察長（1959-1963,1967-1971）。[77]
- 喬·希門尼斯（Joe Jimenez），81歲，美國職業高爾夫球手，1978年贏得PGA高級錦標賽冠軍，肺癌導致腎功能衰竭。[78]
- Alexander H. Leighton，99歲，美籍加拿大社會學家和精神病學家。[79]
- 亞瑟·萊文森（Arthur Levenson），93歲，美國陸軍軍官，國家安全局官員和密碼學家。[80]
- 羅伯托·邁達納（Roberto Maidana），79歲，阿根廷記者，肺炎。[81]
- 赫伯·波默羅伊（Herb Pomeroy），77歲，美國爵士小號手（查理·派克（Charlie Parker），弗蘭克·辛納屈（Frank Sinatra），癌症。[82]
- Sukadji Ranuwihardjo，76歲，印尼加札馬達大學校長（1973-1981）。[83]
- 路易士·瑪麗亞·希里納克斯（Lluís Maria Xirinacs），75歲，西班牙加泰羅尼亞政治活動家和牧師，自然原因。[84]
- 張樹鴻，50歲，中國商人，工廠共同所有人，參與費雪玩具召回，上吊自殺。[85]

### 12日
- 拉爾夫·阿舍·阿爾弗（Ralph Asher Alpher），86歲，美國物理學家和大學教授，呼吸衰竭。[86][87]
- 羅納德·佈雷斯韋爾（Ronald N. Bracewell），86歲，澳大利亞物理學家和射電天文學家，心力衰竭。[88]
- 克利斯蒂安·埃爾德（Christian Elder），38歲，美國跑車和普旭（Busch）系列賽車手。[89]
- 瓊·芬尼根（Joan Finnigan），81歲，加拿大作家和詩人。[90]
- 梅爾夫·格裡芬（Merv Griffin），82歲，美國脫口秀主持人，房地產大亨，《危險邊緣》的創作者！ 和命運之輪，前列腺癌。.[91]
- 阿薩·希利亞德（Asa Hilliard），73歲，美國教育家，歷史學家和心理學家，瘧疾。[92]
- 艾倫·麥克盧爾，72歲，美國奧運水手 [93]
- 伊恩·麥格奇爵士，93歲，英國海軍上將。[94]
- 伊莉莎白·默里（Elizabeth Murray），66歲，美國藝術家，肺癌。[95]
- Mike Wieringo，44歲，美國漫畫家（閃電俠、蜘蛛俠、神奇四俠），心臟病發作。[96]

### 13日
- Brian “Crush” Adams，44歲，美國職業摔跤手，意外過量服用止痛藥和抗抑鬱葯。[97]
- 布魯克·阿斯特（Brooke Astor），105歲，美國慈善家，肺炎。[98]
- 保羅·博伊德（Paul Boyd），39歲，美國出生的加拿大動畫師，被槍殺。[9]
- 奧克斯·米勒（Ox Miller），92歲，美國棒球運動員（華盛頓參議員）。[99]
- 克利夫頓·內塔（Clifton Neita），92歲，《拾穗者》（The Gleaner）報紙的牙買加編輯（1954-1979）。[100]
- 菲爾·里祖托（Phil Rizzuto），89歲，美國棒球運動員，美國職業棒球大聯盟名人堂成員，體育廣播員，肺炎。[101]
- 蒂姆·羅伊斯（Tim Royes），42歲，英國音樂錄影帶導演，車禍。[43]

### 14日
- 約翰·比芬（John Biffen），76歲，英國保守黨上議院議員，國會議員（1961-1997），敗血症。[102]
- 霍勒斯·佈雷利（Horace Brearley），94歲，英國板球運動員，邁克·佈雷利（Mike Brearley）的父親。[103]
- Jirair S. Hovnanian，80歲，亞美尼亞伊拉克裔美國房屋建築商。[104]
- 季洪·赫连尼科夫（Tikhon Khrennikov），94歲，俄羅斯蘇聯時期的文化工作者，作曲家和鋼琴家。[105]
- 埃默里·金（Emory King），76歲，伯利茲歷史學家，作家和記者，癌症。[106]
- 約翰·蘭納姆，82歲，美國馬紹爾群島共和國前首席大法官。[107]
- 黛安·路易斯（Diane Lewis），54歲，美國記者（《波士頓環球報》），癌症。[108]
- 琴櫻傑將，66歲，日本橫綱，糖尿病併發症。[109]
- 愛德華多·諾列加（Eduardo Noriega），90歲，墨西哥演員，心臟病發作。[110]
- 富冈喜平，75歲，日本奧運自行車運動員。[111]
- 山口小夜子（Sayoko Yamaguchi），57歲，日本時裝模特，肺炎。[112]

### 15日
- 理查·布拉德肖，63歲，英國指揮家，加拿大歌劇團總經理（1998-2007），心臟病發作。[113]
- 史蒂文·坎貝爾（Steven Campbell），53歲，英國畫家，闌尾破裂。[114]
- 約翰·戈夫曼（John Gofman），88歲，美國核物理學家，心力衰竭。[115]
- 傑弗里·奧貝爾（Geoffrey Orbell），98歲，紐西蘭叢林徒步者，1948年重新發現了takahē。[116]
- 山姆·波洛克（Sam Pollock），81歲，加拿大蒙特利爾加拿大人隊前總經理，冰球名人堂成員。[117]
- 利亞姆·雷克托（Liam Rector），58歲，美國詩人，福爾傑·莎士比亞圖書館專案主任，霰彈槍自殺。[118]
- 約翰·瓦洛維奇（John Wallowitch），81歲，美國歌手和詞曲作者，骨癌。[119]

### 16日
- 巴哈丁·阿達卜（Bahaedin Adab），62歲，伊朗國會議員，癌症。[120]
- 約翰·布萊維特三世，33歲，美國納斯卡車手，賽車撞車。[121]
- Jeroen Boere，39歲，荷蘭足球運動員（西漢姆聯、西布羅姆維奇、水晶宮、朴茨茅斯、紹森德）。[122]
- 威爾·愛德華茲（Will Edwards），69歲，英國工黨政治家，梅裡奧尼斯議員（1966-1974）。[123][124]
- 克莱夫·埃克斯顿（Clive Exton），77歲，英國電視和電影編劇，腦癌。[125]
- 羅蘭·馬蒂亞斯（Roland Mathias），91歲，英國詩人和文學評論家。[126]
- 羅伯特·米格納特（Robert Mignat），86歲，法國自行車手。[127]
- The Missing Link，68歲，加拿大職業摔跤手，癌症。[128]
- 維托·帕拉維奇尼（Vito Pallavicini），83歲，義大利作詞家/流行作曲家。[129]
- 馬克斯·羅奇（Max Roach），83歲，美國爵士鼓手。[130][131]

### 17日
- 約翰·奧斯丁（John Austin），68歲，英國聖公會主教，阿斯頓主教（1992-2005）。[132]
- 愛德華·阿維迪斯安（Edward Avedisian），71歲，美國藝術家。[133]
- 約翰·貝爾克，87歲，美國民主黨政治家，北卡羅來納州夏洛特市市長（1969-1977）。[134]
- 喬斯·布林克（Jos Brink），65歲，荷蘭電視節目主持人，演員，宗教部長和作家，結直腸癌。[135]
- 比爾·迪德斯，94歲，英國記者，《每日電訊報》編輯（1974-1986）和保守黨政治家。[136]
- 佛朗哥·福斯基（Franco Foschi），76歲，義大利作家和政治家。[137]
- 卡羅琳·古德曼（Carolyn Goodman），91歲，美國心理學家和民權活動家。[138]
- 埃迪·格里芬（Eddie Griffin），25歲，美國籃球運動員，曾效力於塞頓霍爾、火箭隊和森林狼隊，車禍。[139]
- 馬克斯·霍奇（Max Hodge），91歲，美國電視編劇，1960年代蝙蝠俠系列《冰凍先生》的創作者。[140]
- 維克多·克利（Victor Klee），81歲，美國數學家，腸道手術併發症。[141]
- Tanja Liedtke，29歲，德國編舞家，被任命為悉尼舞蹈團藝術總監，交通事故。[142]
- Elmer MacFadyen，64歲，加拿大政治家，愛德華王子島進步保守黨內閣部長（1996-2007），心臟病發作。[143]
- 艾莉森·普洛登（Alison Plowden），75歲，英國歷史學家。[144]

### 18日
- 斯蒂芬·比克內爾（Stephen Bicknell），49歲，英國管風琴專家。[145]
- 邁克爾·迪弗（Michael Deaver），69歲，美國白宮副幕僚長（1981-1985），胰腺癌。[146]
- 諾曼·艾克林吉爾（Norman Ickeringill），84歲，澳大利亞奧運摔跤手。[147]
- Lucien Jarraud，84歲，加拿大電臺主持人。[148]
- 喬恩·呂西安（Jon Lucien），65歲，美國流暢爵士歌手/詞曲作者，呼吸衰竭和腎臟手術併發症。[149]
- Magdalen Nabb，60歲，英國作家，中風。[150]
- 維克多·普羅科彭科（Viktor Prokopenko），62歲，烏克蘭足球運動員和教練（頓涅茨克礦工足球俱樂部），血栓。[151]

### 19日
- 丹尼爾·布魯斯特（Daniel Brewster），83歲，來自馬里蘭州的美國參議員（民主黨）（1963-1969），肝癌。[152]
- 佩里·德安吉利斯（Perry DeAngelis），43歲，美國播客，硬皮病。[153]
- 吉爾·法布爾（Gilles Fabre），73歲，法國畫家。[154]
- 弗朗西斯·里克（Francis Ryck），87歲，法國犯罪和間諜小說作家。[155]

### 20日
- 加布里埃爾·格洛裡厄（Gabriel Glorieux），77歲，比利時奧運自行車運動員。[156]
- 貝特霍爾德·葛籣菲爾德（Berthold Grünfeld），75歲，挪威精神病學家。[157]
- Wild Bill Hagy，68歲，1970年代和1980年代的美國巴爾的摩金鶯啦啦隊隊長。[158]
- Leona Helmsley，87歲，美國酒店經營者，心力衰竭。[159]
- 查斯·波因特（Chas Poynter），68歲，紐西蘭政治家，旺格努伊市長（1986-2004），肺病。[160]
- 駱勒沙（Roch La Salle），78歲，加拿大進步保守黨政治人物，魁北克省籍內閣部長（1968-1988）。[161]

### 21日
- 卡羅琳·艾格爾（Caroline Aigle），32歲，法國飛行員，法國第一位女戰鬥機飛行員，癌症。[162]
- Rose Bampton，99歲，美國歌劇演唱家。[163]
- 弗蘭克·鮑威（Frank Bowe），60歲，美國殘疾人權利活動家，作家和教師，癌症。[164]
- Čabulītis，71-72歲，美洲短吻鱷，被認為是歐洲最古老的短吻鱷。[165]
- 安東尼奧·德加埃塔諾，73歲，義大利奧運競走運動員。[166]
- Siobhan Dowd，47歲，英國作家和筆會活動家，乳腺癌。[167]
- 伊莉莎白·霍辛頓（Elizabeth Hoisington），88歲，美國陸軍將軍，心力衰竭。[168]
- 侯永昌(Howe Yoon Chong)，84歲，新加坡政治家。[169]
- 古拉圖蘭·海德，81歲，印度小說家。[170]
- 哈娜·波尼卡（Hana Ponická），85歲，斯洛伐克作家和持不同政見者。[171]
- 亞當·沃森（Adam Watson），93歲，英國外交官和學者。[172]

### 22日
- 布奇·范·布雷達·科爾夫，84歲，美國籃球教練（普林斯頓、湖人、活塞、爵士）。[173]
- 何塞·里巴瑪律·塞萊斯蒂諾（José Ribamar Celestino），65歲，巴西足球運動員。[174]
- Jacek Chmielnik，54歲，波蘭演員，意外觸電。[175]
- 基思·奈特（Keith Knight），51歲，加拿大演員，腦癌。[176]
- 派翠克·麥克納頓爵士，第11代男爵，80歲，英國貴族。[177]
- 格蕾絲·佩利（Grace Paley），84歲，美國作家和政治活動家，乳腺癌。[178]

### 23日
- Cuesta Benberry，83歲，美國歷史學家，以研究絎縫、充血性心力衰竭而聞名。[179]
- 威廉·約翰·麥基格，79歲，加拿大政治家，曼尼托巴省副省長（1970-1976）。[180]
- 大衛·佩里（David Perry），78歲，紐西蘭板球運動員。[181]
- 瑪律蒂·波克拉（Martti Pokela），83歲，芬蘭民謠音樂家。[182]
- 羅伯特·西蒙茲（Robert Symonds），80歲，美國演員（《王朝》《驅魔人》《如果可以就抓住我》），前列腺癌。[183]
- Dušan Třeštík，74歲，捷克歷史學家。[184]
- 菲力浦·威爾金森爵士（Sir Philip Wilkinson），80歲，英國銀行家。[185]

### 24日
- 阿卜杜拉赫曼·阿里夫，91歲，伊拉克政治家，伊拉克總統（1966-1968）。[186]
- 馬克·伯利（Mark Birley），77歲，英國夜總會老闆（Annabel's），中風。[187]
- 安德列·鮑徹（Andrée Boucher），70歲，加拿大政治家，聖福伊市（1985-2001）和魁北克市（2005-2007）市長，心臟病發作。[188]
- William E. McAnulty， Jr.，59歲，美國律師，肯塔基州最高法院第一位非裔美國人大法官，肺癌。[189]
- 亞倫·羅素（Aaron Russo），64歲，美國電影製片人（《交易場所》《玫瑰》），癌症。[190]
- 亞當·沃森（Adam Watson），93歲，英國外交官。[191]

### 25日
- 本傑明·亞倫（Benjamin Aaron），91歲，美國勞動法專家，總統委員會成員，腦出血。[192]
- 雷蒙·巴尔（Raymond Barre），83歲，法國經濟學家，法國總理（1976-1981），里昂市長（1995-2001）。[193]
- 吉姆·卡爾森（Jim Carlson），74歲，美國編劇。[194]
- 愛德華多·普拉多·科埃略（Eduardo Prado Coelho），63歲，葡萄牙作家和政治和文化評論家。[195]
- 理查·庫克（Richard Cook），50歲，英國爵士樂作家，癌症。[196]
- 愛德華·加尼翁（Édouard Gagnon），89歲，加拿大羅馬天主教樞機主教。[197]
- 雷·琼斯，18歲，英國足球運動員（女王公園巡遊者），車禍。[198]
- 阿爾貝托·德·拉塞爾達（Alberto de Lacerda），78歲，葡萄牙詩人，BBC電臺主持人，創辦了《葡萄牙》雜誌。[199]
- 琳達·史密斯（Linda Smith），58歲，加拿大作家。[200]

### 26日
- 74歲的愛德華·勃蘭特（Edward Brandt， Jr.）是美國醫生和公共衛生官員，他指導了對愛滋病和肺癌的初步反應。[201]
- 奧利弗·伯恩（Oliver Byrne），63歲，愛爾蘭足球俱樂部謝爾本足球俱樂部首席執行官，在短暫生病後。[202]
- 查克·科米斯基（Chuck Comiskey），81歲，1950年代美國芝加哥白襪隊高管，球隊創始人查理斯·科米斯基（Charles Comiskey）的孫子。[203]
- 羅伊·麥克萊恩（Roy McLean），77歲，南非板球運動員，長期患病。[204]
- 猶大·納迪奇（Judah Nadich），95歲，美國拉比和牧師，心臟病發作。[205]
- 愛德華·塞登斯蒂克（Edward Seidensticker），86歲，美國學者和日本文學翻譯家，因跌倒而併發症。[206]
- 加斯东·托恩，78歲，盧森堡首相（1974-1979），歐盟委員會主席（1981-1985）。[207]

### 27日
- 德里斯·巴斯里，69歲，摩洛哥內政部長（1979-1999）。[208]
- 加琳娜·朱加什维利，68歲，約瑟夫·斯大林的俄羅斯孫女，癌症。[209]
- 理查·T·赫夫隆（Richard T. Heffron），76歲，美國電影和電視導演。[210]
- 愛德華多·馬拉皮特（Eduardo Malapit），74歲，美國人，第一任菲律賓裔美國人市長。[211]
- 艾瑪·佩內拉（Emma Penella），77歲，西班牙女演員（El Verdugo，Aquí no hay quien viva），腎和心力衰竭。[212]
- 道格·萊利（Doug Riley），62歲，加拿大音樂家（“音樂醫生”），心力衰竭。[213]
- 漢斯·魯施（Hans Ruesch），94歲，瑞士賽車手、作家和反對動物試驗的活動家。[214]
- Gad Yaacobi，72歲，以色列前部長和工黨議會成員，心力衰竭。[215]

### 28日
- Anacleto Angelini，93歲，智利商人，南美首富，肺氣腫。[216]
- 大衛·加西亞（David Garcia），63歲，美國記者，白宮記者（ABC），肝病併發症。[217]
- 亞瑟·鐘斯（Arthur Jones），80歲，鸚鵡螺運動機的美國發明者。[218]
- 希利·克裡斯塔爾（Hilly Kristal），75歲，美國俱樂部老闆（CBGB），肺癌併發症。[219]
- 斯梅恩·拉馬里（Smain Lamari），67歲，阿爾及利亞情報部門負責人，長期患病。[220]
- Paul MacCready，81歲，美國航空先驅和發明家。[221]
- 尼古拉·諾比洛（Nikola Nobilo），94歲，克羅埃西亞出生的紐西蘭釀酒師。[222]
- 安東尼奧·佩亞達，22歲，西班牙足球運動員（塞維利亞足球俱樂部），致心律失常性右心室發育不良。[223]
- 达里尔·斯莱（Darryl Sly），68歲，加拿大奧運冰球運動員。[224]
- 弗朗西斯科·翁布拉爾，72歲，西班牙作家，肺炎。[225]
- 梅木三吉，78歲，日本出生的美國女演員（Sayonara，Flower Drum Song，The Courtship of Eddie's Father），奧斯卡獎得主（1958年），癌症。[226]

### 29日
- 詹姆斯·弗萊徹爵士，92歲，紐西蘭實業家（弗萊徹挑戰賽）。[227]
- Aldo Forte，89歲，美式足球運動員。[228]
- 理查·朱厄爾（Richard Jewell），44歲，美國保安，被錯誤地指控犯有亞特蘭大奧運會爆炸案，糖尿病。[229]
- 瑪吉·朗（Margie Lang），83歲，美國棒球運動員（AAGPBL）。[230]
- 弗拉基米爾·洛巴諾夫，53歲，俄羅斯奧運速度滑冰運動員。[231]
- 皮埃爾·梅斯默（Pierre Messmer），91歲，法國總理（1972-1974），自由法國戰士，法國院士。[232]
- Chaswe Nsofwa，28歲，尚比亞足球運動員，心臟病發作。[233]
- 阿爾弗雷德·彼特（Alfred Peet），87歲，美國企業家，彼特咖啡和茶的創始人。[234]

### 30日
- Ramrao Adik，77歲，印度前馬哈拉施特拉邦副首席部長。[235]
- 巴納西·達斯·古普塔（Banarsi Das Gupta），89歲，印度前哈里亞納邦首席部長。[236]
- 奧古斯丁·哈裡斯（Augustine Harris），89歲，英國米德爾斯堡名譽主教，利物浦前輔理主教。[237]
- 邁克爾·傑克遜（Michael Jackson），65歲，英國作家和啤酒專家（《啤酒獵人》），心臟病發作。[238]
- 南希·利特菲爾德（Nancy Littlefield），77歲，美國電影製片人，癌症。[239]
- K. P. H. Notoprojo，98歲，印尼甘美蘭表演者。[240]
- 伊戈爾·諾維科夫（Igor Novikov），77歲，蘇聯奧運現代五項全能運動員。[241]
- Ong Hok Ham，74歲，印尼歷史學家。[242]
- 查理斯·瓦尼克，94歲，美國政治家，美國俄亥俄州眾議員（1955-1981）。[243]
- 何塞·路易士·德·維拉隆加（José Luis de Vilallonga），87歲，西班牙貴族，作家和演員（《蒂凡尼的早餐》）。[244]
- 約翰·韋奇伍德（John Wedgwood），87歲，英國醫生。[245]

### 31日
- 蓋伊·布魯爾（Gay Brewer），75歲，美國職業高爾夫球手，肺癌。[246]
- 威利·坎宁安（Willie Cunningham），77歲，英國足球運動員。[247]
- 巴頓·柯克康奈爾，90歲，牙買加奧運水手[248]
- 基斯·克洛普（Kees Klop），59歲，荷蘭政治倫理學教授，NCRV前主席。[249]
- 卡洛夫·拉加德（Karloff Lagarde），79歲，墨西哥自由職業摔跤手。[250]
- 道格·麥克斯韋（Doug Maxwell），80歲，加拿大冰壺創新者，癌症。[251]
- 讓·雅克·帕拉迪斯（Jean Jacques Paradis），78歲，加拿大陸軍上將，加拿大陸軍司令。[252]
- 詹姆斯·布萊恩·泰特（James Brian Tait），90歲，英國二戰飛行員。[253]
- Sulev Vahtre，81歲，愛沙尼亞歷史學家。[254]